# Dichaetophora papuana
Dichaetophora papuana är en tvåvingeart som först beskrevs av Toyohi Okada 1984.  Dichaetophora papuana ingår i släktet Dichaetophora och familjen daggflugor. Inga underarter finns listade i Catalogue of Life.